# Clíodhna
Nella mitologia irlandese, Clíodhna (Clídna, Clionadh, Clíodna, Clíona) è una regina delle banshee dei Tuatha Dé Danann. Clíodna di Carrigcleena è la potente banshee che governa come regina sul sidhe del Munster meridionale.

## Mitologia
In alcuni miti irlandesi, Clíodhna è una dea dell'amore e della bellezza e patrona della contea di Cork. Si dice che abbia tre uccelli dai colori vivaci che mangiano mele da un albero ultraterreno e la cui dolce canzone guarisce i malati. Secondo il mito, lascia l'isola ultraterrena di Tír na nÓg ("la terra della promessa") per stare con il suo amante mortale, Ciabhán, ma è presa da un'onda mentre dorme a causa della musica suonata da un menestrello di Manannan mac Lir nel porto di Glandore nella contea di Cork: la marea è conosciuta come Tonn Chlíodhna, "l'onda di Clíodhna". Se anneghi o meno dipende dalla versione raccontata, insieme a molti altri dettagli della storia.
Aveva il suo palazzo nel cuore di un mucchio di rocce, a cinque miglia da Mallow, che è ancora comunemente conosciuta con il nome di Carrig-Cleena, e numerose leggende su di lei sono raccontate dai contadini di Munster.

## Genealogia
Clíodhna è in genere associata al dio del mare, Manannan mac Lir, ed è detta essere sua figlia. Secondo altre fonti tuttavia è figlia di Gebann, il capo druido di Manannan.

## Associazioni
Come protettrice del Munster meridionale, Clíodhna è associata alle famiglie che governarono quell'area nel corso della storia, ovvero gli Uí Fidgenti, i MacCarthy e i FitzGerald, con cui si dice che ebbe relazioni amorose.
Clíodhna viene descritta come rivale della banshee Aibell, regina del sidhe del Munster settentrionale e protettrice del clan dei Dál gCais. In un racconto, Clíodhna lanciò un incantesimo che trasformò Aibell in un gatto bianco.
Clíodhna è associata anche alla costruzione del castello di Blarney. Cormac Laidir MacCarthy, il costruttore del castello, coinvolto in una causa, fece appello a Clíodhna per la sua assistenza. La dea gli disse di baciare la prima pietra che trovava la mattina mentre andava in tribunale, e lui lo fece, con il risultato che perorò il suo caso con grande eloquenza e vinse. Si dice quindi che la pietra di Blarney impartisca "la capacità di ingannare senza offendere". MacCarthy la incorporò quindi nel parapetto del castello.
Anche il popolare leader irlandese Michael Collins era a conoscenza di Clíodhna. Si raccontavano storie su di lei nella scuola di Rosscarbery che frequentava, e si facevano gite domenicali sulla roccia di Clíodhna. Qui, secondo l'amico di Michael, Piaras Béaslaí: 
“Michael ha ascoltato molte storie meravigliose sugli incantesimi di Clíodhna, su relitti, pericoli, annegamenti e scrigni del tesoro. ”